# Pheidole meinerti
Pheidole meinerti är en myrart som beskrevs av Auguste-Henri Forel 1905. Pheidole meinerti ingår i släktet Pheidole och familjen myror. Inga underarter finns listade i Catalogue of Life.